# Moukdavanyh Santiphone
Moukdavanyh Santiphone (tiếng Lào: ມຸກດາວັນ ສັນຕິພອນ) là một nữ ca sĩ Lào

## Đầu đời
Cô sinh ngày 6 tháng 6 năm 1997 tại nhà Ing-hang, Thành phố Kaysone Phomvihane (Savannakhet), Savannakhet, Láo  trong một gia đình thực hiện công việc nông nghiệp. Nhưng khi cha mẹ cô được tự do từ nông nghiệp, sẽ có một hợp đồng ca hát nơi cha cô có một ban nhạc, bởi cha cô kiếm được từ việc hát 500,000 kip mỗi đêm.

## Phần thưởng
2014 - Lao music award 2014